# Вейвирженайское староство
Вейви́рженайское староство (лит. Veiviržėnų seniūnija) — одно из 11 староств Клайпедского района, Клайпедского уезда Литвы. Административный центр — местечко Вейвирженай.

## География
Расположено в западной части Литвы, недалеко от Куршского залива Балтийского моря. По территории староства протекают следующие реки: Граумяна, Юдре, Катупис, Пурле, Шалпе, Швейстралис, Шлужме, Балсе, Скемуо, Упита, Вяндрикштис, Крёклис, Граужупис, Дауба, Кастис, Скрандупис, Пряуне, Пасаусойи, Юодупис, Думбле II, Айсе, Старая Айсе, Даубуте, Шалтинис, Шалтейке, Сантакис, Вейвиржас, Куисис, Швекшнале, Сянупелис, Пинтакис.

## Население
Вейвирженайское староство включает в себя местечко Вейвирженай и 49 деревень.